# Petracola waka
Petracola waka — вид ящірок родини гімнофтальмових (Gymnophthalmidae). Ендемік Перу.

## Поширення і екологія
Petracola waka мешкають в Перуанських Андах на півночі країни, в регіоні Кахамарка у середній течії річки Мараньйон. Вони живуть у вологих тропічних лісах і на плантаціях, на висоті від 2650 до 2900 м над рівнем моря.

## Збереження
МСОП класифікує стан збереження цього виду як близький до загрозливого. Petracola waka загрожує знищення природного середовища.